# 三浦重成
三浦 重成（みうら しげなり）は、戦国時代から江戸時代前期にかけての武将。徳川家康の関東入部に際し、下総国で1万石の大名となった（下総三浦藩参照）。

## 生涯
はじめは佐原氏で、源頼朝に仕えた佐原義連（三浦氏一族）の末裔と称する。父の佐原作右衛門義成（延兼）は、天正18年（1590年）の小田原征伐で本多忠勝に属して従軍したが、5月20日の岩槻城攻撃において戦死した。
重成は徳川家康の小姓を務めていたが、家康の命によって名字を三浦に改めた。天正18年（1590年）8月、家康が関東に入国すると、父の戦功によって下総佐倉領に1万石が与えられた（領地は下総印旛郡・上総山辺郡）。『佐倉市史』によれば、知行割りが行われたのは天正19年（1591年）で、上総国大網（現在の大網白里市大網）・本納（現在の茂原市本納）および下総国佐倉で1万石が宛がわれた。なお、中村孝也『徳川家康の研究』では、佐倉に封じられた人物の名を「三浦監物義次」としている。
文禄4年（1595年）に豊臣秀吉によって従五位下・監物に叙任され、併せて豊臣姓を与えられた。
慶長5年（1600年）の関ヶ原の戦い後、近江国浅井郡で3千石を加増された。中村孝也はこの際に近江に移封されたとするが、上総国の所領との関係も続いている。
重成は当初男子に恵まれなかったため、阿部正次の二男重次を婿養子に迎えた（重次の母が佐原義成の娘であるため、重次は重成の甥にあたる）。その後慶長10年（1605年）に重成に男子（重勝）が生まれたため、重次には近江の所領3000石を分与して別家を立てさせた。慶長20年/元和元年（1615年）の大坂夏の陣の際に重成は病気にかかっており、代わって重次が出陣した。
重成がいつ没したか、重勝がいつ家督を継承したかについては不明である。重勝は父の遺領を継いだのち寛永元年（1624年）に従五位下に叙されたとあることから、重成は慶長末年ないしは元和年間には没していた可能性が高く、大坂夏の陣の際にかかっていた病気がもとで死去したのかもしれない。

## その後の三浦家
幕府史料の本格的な編纂以前に家が断絶したために、重成の生没年など基本的な事項についても不明な点が多い。大名に列しているが、本拠地は下総国佐倉（当時の佐倉地域の領有関係・統治体制も諸説あり判然としない。佐倉藩参照）とも、上総国大網ともされてはっきりしない。
寛永4年（1627年）、大網城下にあった方墳寺を「三浦監物」が破却したという記録がある。手を下したのは重成ともされるが、重勝が父の遺領を継いでいたという寛永元年（1624年）以後であることから、この三浦監物は重勝である。
養子の重次は、寛永5年（1628年）に実家の世嗣であった同母兄阿部政澄（正澄）が早世したため、実家に戻って嫡子となり、阿部正次の家（阿部備中守家。当時は岩槻藩主）を継ぐこととなった。なお、重次はその後老中まで昇り、徳川家光に殉死した。重次の次男正春は当初三浦姓を称したが、のちに阿部姓に復し、実家を一時期継いでいる。
寛永8年（1631年）、重勝が病没して三浦監物家は無嗣断絶となった。
重成には重政（平十郎）という二男もいたが、阿部備中守家臣（寛政期には備後福山藩主家）となって代々続いた。また、重成の弟（佐原義成の二男）佐原義勝の系統も阿部備中守家臣として続いている。
重成の別の弟（佐原延兼（義成）の四男）佐原延次の系統が幕府旗本佐原家として存続しており、『寛政重修諸家譜』での三浦監物家のまとまった情報は、旗本佐原家の呈譜の参考情報として、阿部備中守家臣三浦家の系譜を参照したうえで載せられている。